# Вовчковиді
Вовчковиді (Gliromorpha, seu Myoxomorpha) — систематична група ссавців, підряд гризунів з групи вивірковидих (Sciuromorpha).

## Особливість систематичного положення
Звичайно розглядається як група суперечливого систематичного положення, займаючи проміжне положення між мишовидими (Myomorpha) і вивірковидими (Sciuromorpha). Довгий час вважали, що вовчковиді філогенетично близькі до мишовидих, а з вивірковидими у них конвергентна схожість.

## Таксономія
В останніх систематичних оглядах група розглядається у складі  вивірковидих (Sciuromorpha), без зазначення рангу. Включають родину вовчкових (Gliridae) і фактично в обсязі сучасної фауни (без вимерлих груп) рівні їх за обсягом, хоча й не рангом. Незалежно від рангів (надродини, інфраряди), вовчкові — сестринська група вивіркових.

Одна зі схем таксономії мишоподібних. Пунктир - альтернативні схеми, у т.ч. щодо вовчковидих